# Pasaquina
Pasaquina é um município localizado no departamento de La Unión, em El Salvador. Ocupa um área de 295,28 km quadrados, sendo a densidade de 55,45.

## Demografia
Em 2007 a comuna possuía 16.375 habitantes, sendo 7.561 homens e 8.814 mulheres.